# Melanie Hamilton
Melanie „Melly” Hamilton-Wilkes – główna bohaterka powieści Margaret Mitchell Przeminęło z wiatrem.

## Historia

### Przed wojną
(rozdziały 1−6)
Melanie urodziła się w 1844 roku. Ona i jej brat Charles są jednymi z ostatnich przedstawicieli zamożnej rodziny Hamilton. Rodzina zawsze ceniła edukację i starała się ją zapewnić rodzinie. W efekcie zyskali reputację rodziny wysoko wykształconej, której członkami byli intelektualiści i prawnicy. Od kilku pokoleń poślubiali członków rodziny Wilkes, posiadających podobne poglądy. Był to jednak chów wsobny - kuzyni wstępowali w związek małżeński między sobą - co ostatecznie doprowadziło do narodzin coraz słabszych genetycznie dzieci.
Rodzice Melanie i Charlesa zmarli przed rozpoczęciem powieści, przed kwietniem 1861 roku i spoczęli w Atlancie. Ich ojciec, William R. Hamilton, został opisany jako porywczy i temperamentny żołnierz. Umieścił swoje dzieci u brata i siostry, Henry'ego Hamiltona i Sary Jane „Pittypat” Hamilton. Uznali ich za swoje. Henry był prawnikiem i mieszkańcem Atlanty, a majątek rodziny został umieszczony pod jego kuratelą. „Pittypat” została opisana jako mającą dojrzałość dziecka. Rzeczywistą odpowiedzialność za tę dwójkę dzieci ponosił wuj Piotr, amerykański niewolnik z Afryki. Piotr był lojalnym służącym rodziny i służył ojcu sierot w czasie gdy on walczył w wojnie amerykańsko-meksykańskiej (1846 – 1848). Pomimo że nominalnie był własnością Hamiltonów, postrzegał siebie a oni jego, za kogoś, kto chronił „Pittypat”, Charlesa i Melanie. Był dzielnym i inteligentnym człowiekiem, który służył interesom Hamiltonów, często doradzał im oraz wielokrotnie podejmował decyzje dla nich. Dzięki oddanym wujkom i ciotkom, rodzeństwo rosło będąc coraz bardziej oczytane i świadome. Wychowywane pod kloszem, było jednak naiwne w wielu sprawach.
Melanie pojawiła się po raz pierwszy w „Dwunatu Dębach”, na barbecue u rodziny Wilkes w kwietniu 1861. Ogłosiła zaręczyny z Ashleyem Wilkes a wkrótce potem dowiedziała się, że jej brat ożeni się z Katie Scarlett O'Hara.

### Podczas wojny
(rozdziały 7−28)
Wybuchła wojna secesyjna i obie pary szybko wzięły ślub, po czym mężczyźni poszli na wojnę. Melanie udała się do ciotki „Pittypat” do Atlanty w Georgii. Charles zmarł podczas wojny na powikłania chorobowe a w życiu Melanie pojawił się pod koniec roku bratanek, Wade HamPton Hamilton. Scarlett zabrała go do Atlanty, po tym jak odpowiedziała na zaproszenie ciotki i Melanie by do nich przyjechała. Melanie służyła jako pielęgniarka–wolontariuszka w opiece nad chorymi i rannymi żołnierzami Skonfederowanych Stanów Ameryki. Scarlett podziwiała ją za zdolność zachowania spokoju na twarzy w obliczu widoku ran, krwi i śmierci. Także, za umiejętność uspokajania, a także kojenia bólu dobrym słowem wśród weteranów. Po Melanie było widać, że blednie po tym wszystkim co widziała. Prywatnie, nawet wymiotowała, ale nigdy publicznie nie dała tego po sobie pokazać. Scarlett zaczęła zmieniać o niej zdanie, uznając, że jest odważniejsza, niż się wydaje.
Scarlett wyjechała do Atlanty zamierzając zatrzymać się tylko na chwilę, jako gość, ale wkrótce zmieniła się w stałą bywalczynię zabaw prężnie rozwijającego się miasta. Melania uznała też Scarlett za lepszego towarzysza, niż starszą ciotkę. W tym czasie Atlanta była zaludniona głównie przez kobiety, starców, dzieci oraz osoby już nie były zdolne do walki. Jedyni postawni mężczyźni sprawowali funkcje lokalnej milicji. Melanie okazywała im niechęć i krytykę, gdyż uważała, że są bardziej potrzebni na froncie. Scarlett wkrótce doszła do wniosku, że sama popiera jej działania, w bardziej agresywny sposób.
W roku 1862 Rhett Butler, bogacz z Karoliny Południowej i przemytnik, zaprzyjaźnił się z obydwiema kobietami i zaczął zakochiwać się w Scarlett. Reputacja obojga na tym ucierpiała, ale Melanie odważnie broniła ich w towarzystwie lokalnych dam. Melanie, jako jedyna z socjety tego rejonu, przyjęła pomoc od Belle Watling, kierowniczki lokalnego domu publicznego. Wszyscy, oprócz niej, sądzili, że datek na szpital będzie stał w sprzeczności z ideą za którą walczyli ale Melanie dostrzegła pomoc kobiety i potrzeby samego szpitala.
Tymczasem Bitwa pod Gettysburgiem z lipca 1863 roku okazała się punktem zwrotnym w wojnie. Ashley, awansowany do rangi majora w Armii Północnej Wirginii, gdzie walczył, nie poległ w niej, co przyniosło ulgę żonie i szwagierce. Przyjechał do domu ciotki, do Atlanty, na tygodniową przepustkę. Nie widziały go od dwóch lat a zanim wrócił do oddziału, Scarlett przyrzekła mu, że zaopiekuje się Melanie.
W marcu 1864 roku Melanie dowiedziała się, że jest w ciąży. Zachowywała się jak druga matka dla Wade'a i przekazała tę nowinę do Scarlett jak tylko była tego pewna. Była zaskoczona reakcją Scarlett, czyli mieszaniną złości i zdziwienia. Dr Meade przekazał jej dodatkowo, że będzie miała trudności z porodem, ze względu na zbyt wąską miednicę. Gdy otrzymała telegram od dowódcy Ashleya, że ten zaginął trzy dni temu i nie mają od niego wiadomości, uznała, że została wdową. To pogodziło kobiety a ich rozpacz okazała się przedwczesna, gdyż Ashley żył, ale stał się jeńcem wojennym. Nerwy nadwyrężyły jej zdrowie a Rhett obiecał jej, że odszuka informacje o jej mężu, gdy ona będzie odpoczywać. Rhett przekazał im, że Ashley jest w Rock Island Arsenal i trafił tam jako ranny więzień. Miało ono złą sławę pośród konfederatów, gdyż tylko 25% tych co odbywali tam karę wracała do domu. Reszta umierała z powodu chorób.
Trzeci trymestr ciąży przykuł Melanię do łóżka. Tymczasem William Tecumseh Sherman, generał jankeski, doprowadził do oblężenia Atlanty. Ciotka i „wuj” Piotr przenieśli się do krewnych w Macon. Scarlett i Melanie zostały same a wdowa po Charlsie została zmuszona do odbioru porodu od Melanie. Melanie urodziła dziecko, Beau Wilkesa i obie panie z dziećmi i służącą wydostały się z pomocą Rhetta z oblężonej Atlanty. Same wróciły do spalonych „Dwunastu Dębów”, następnie do Tary, rodzinnego domu Scarlett, która ocalała. Ellen O'Hara, matka Scarlett zmarła na tyfus a jej mąż Gerald postradał zmysły. Natomiast posiadłość została obrabowana. W Tarze zostały, wracające do zdrowia po tyfusie, siostry oraz Pork i Mammy, dwoje członków dawnej służby. „Suellen” i „Careen” zaczęły pracę na roli, przymierając głodem i zmagając się z biedą. Melanie pomogła Scarlett w ukryciu zwłok i zatuszowaniu krwi po dezerterze jankeskiej armii. Pieniądze znalezione przy nim pomogły im przetrwać trudny okres.

### Po wojnie
(rozdziały 29−63)
W kwietniu 1865 roku wojna się skończyła a Tara stała się przystanią dla znajomych żołnierzy pokonanej Konfederacji. Zyskały nowego zarządce, Willa Benteen a Ashley wrócił do żony i do syna.
Wkrótce Scarlett doprowadziła do odbicia narzeczonego swej siostry Franka Kennedy'ego by zapłacić podatek–kontrybucję za Tarę i przeniosła się ponownie się do Atlanty. Melanie zmusiła Ashleya by nie przeprowadzał się do Nowego Jorku i został na miejscu, gdyż Scarlett dbała o to by nie umarli z głodu. Pani Kennedy rozwinęła działalność męża o tartak i wprzęgła Ashleya w jego zarządzanie, przez co z Melanie wrócili do Atlanty. Gdy została napadnięta, Ashley i Frank − jako członkowie Ku Klux Klanu − udali się do lasu by ukarać rozbójników. Ashley został ranny a Rhett uratował go przed karą za samosąd dając mu alibi wizyty w przybytku Belle Watling. Frank zginął tamtej nocy i Melanie zapewniała Belle, że jej szwagierka przeżywa żałobę. Rok po śmierci Franka zaręczyła się i wyszła za mąż za Rhetta.
Gdy w miasteczku wybuchł skandal, dotyczący domniemanego romansu Ashleya i Scarlett, India Wilkes przekazała te informacje do Melanie. Ta ucięła wszystkie spekulacje i stanęła w obronie Scarlett, zapraszając ją na przyjęcie urodzinowe męża. Scarlett, podpuszczona przez Rhetta, zdecydowała się sprzedać tartaki Ashleyowi. Wilkes uzyskał pieniądze z niewiadomego mu źródła, a właściwie od Rhetta, o czym wiedziała tylko Melania. Tymczasem Melania i Rhett nadal mieli dobre stosunki, nawet gdy małżeństwo Butlerów zaczęło się rozpadać. Rhett mówił Melanie jest jedną z niewielu prawdziwych dam jakie zna. Pocieszała go, gdy Scarlett zaszła z nim w drugą ciążę i poroniła w wyniku upadku ze schodów. Pijany, wyznał jej, że go nie kocha. Powstrzymał się jednak przed przekazaniem jej kogo obdarza uczuciem Scarlett. Rhett skupił swą całą uwagę na ukochanej córce, Eugenii Victorii „Bonnie Blue” a gdy ta zmarła w wyniku skręcenia karku po upadku z kucyka, przekonała oszalałego z rozpaczy mężczyznę by pozwolił pochować swą córeczkę.
W 1873 roku Melanie ponownie zaszła w ciążę, pomimo ostrzeżeń doktora Meade. Po poronieniu zaczęła słabnąć. Scarlett zobowiązała się zaopiekować bratankiem i Ashleyem oraz by była dobra dla Rhetta, gdyż kapitan tak ją kochał. Jej śmierć była przyczyną zmiany u Scarlett. Uświadomiła sobie, że on kochał tylko Melanie, a ona tylko swego męża. Scarlett była wdzięczna losowi za to, że Melanie zmarła nie mając świadomości o tym co łączyło ją z jej małżonkiem.

## Źródła
- Margarett Mitchell, Przeminęło z wiatrem, wydawnictwo Albatros, Warszawa 2018, przełożyła Celina Wieniewska, rozdziały 1-63, stron 1135, ISBN 978-83-7985-662-6